# Jiří Šitler
Jiří Šitler (* 22. prosince 1964 Hradec Králové) je český historik, diplomat a vysokoškolský pedagog. V letech 2001 až 2006 byl velvyslancem ČR v Thajsku, v letech 2010 až 2015 velvyslancem ČR v Rumunsku, v letech 2016 až 2020 velvyslancem ČR ve Švédsku a od roku 2022 je velvyslancem ČR v Rakousku.

## Životopis

### Vzdělání
Narodil se v Hradci Králové ve východních Čechách. Vystudoval Filozofickou fakultu Univerzity Karlovy v Praze, kde v květnu 1988 absolvoval obor historie. V dubnu 1990 zde v tomto oboru získal doktorský titul.
Přednášel a pobýval na několika výzkumných stipendiích: v Itálii ve Státním archivu v Benátkách a na Univerzitě v Perugii (1990–1992), dále na Katolické univerzitě v Eichstätt-Ingolstadtu a Univerzitě Ludwiga Maxmiliána v Mnichově v Německu (1992–1993), dále absolvoval German Marshall Fellowship, Program nadace Woodrowa Wilsona v USA,(1995, 1996), stipendium Chevening a thajská studia na School of African and Oriental Studies v Londýně ve Spojeném království (1997). V letech 1996–2001 pak přednášel o české zahraniční politice na Univerzitě Karlově v Praze.

### Diplomacie
Po absolvování Univerzity Karlovy zahájil profesní kariéru v Ústředním archivu Akademie věd (září 1988 – leden 1992). Brzy poté nastoupil na tiskové oddělení Kanceláře prezidenta republiky prezidenta Václava Havla (březen 1993 – leden 1995), kde se zabýval především otázkami souvisejícími s druhou světovou válkou. Další dva roky potom působil v odboru zahraniční politiky Kanceláře prezidenta republiky a paralelně působil jako poradce pro vystoupení prezidenta Havla (únor 1995 – červen 1997). Byl vedoucím české delegace na konferenci o majetku z doby holokaustu ve Washingtonu, D. C. roku 1998, působil také jako pozorovatel v Mezinárodní komisi pro pojistné nároky z doby holokaustu.
Svou kariéru na Ministerstvu zahraničních věcí ČR zahájil v červenci 1997 jako zástupce ředitele 1. územního odboru. V září 1998 byl jmenován ředitelem odboru pro střední Evropu. Tuto pozici zastával až do září 2000, kdy byl jmenován velvyslancem bez portfeje (zvláštní vyslanec pro otázky související s druhou světovou válkou). Z této pozice pak vedl jednání s Německem, Rakouskem a USA o odškodnění za válečné totální nasazení československých občanů a další nacistické válečné zločiny. Kromě pozice hlavního vyjednavače české vlády byl také zástupcem Mezinárodní komise pro pojistné nároky z období holokaustu (ICHEIC). V tomto období také předsedal Pracovní skupině pro sumarizaci majetkových vyrovnání v rámci Smíšené komise pro zmírňování některých majetkových křivd obětí holokaustu, které předsedal tehdejší místopředseda vlády Pavel Rychetský.

### Velvyslancem
Roku 2001 byl jmenován mimořádným a zplnomocněným velvyslancem České republiky v Thajském království, s působností pro Kambodžské království, Laoskou LDR a Myanmarský svaz (Barma). Šitlerova mise začala v květnu 2001 a skončila v prosinci 2006. Na ústředí Ministerstva zahraničních věcí v Praze se vrátil jakožto ředitel diplomatického protokolu (prosinec 2006 – listopad 2007), následovala pozice ředitele odboru Asie a Tichomoří (duben 2008 – říjen 2010). Mezitím zastupoval Českou republiku jako zvláštní vyslanec pro Myanmar (prosinec 2007 – březen 2008).
Od listopadu 2010 do ledna 2015 zastával úřad velvyslance České republiky v Bukurešti v Rumunsku. Od března 2015 do ledna 2016 byl Ministerstvem zahraničních věcí ČR jmenován zvláštním vyslancem pro otázky holocaustu a boj proti antisemitismu. Od února 2016 do srpna 2020 byl velvyslancem České republiky na ambasádě ve Stockholmu. Od 15. září 2022 potom zastává úřad velvyslance České republiky na zdejším velvyslanectví ve Vídni.
Je zakládajícím členem správní rady Německé spolkové nadace Vzpomínka, odpovědnost a budoucnost. Kromě toho je autorem či spoluautorem řady esejů, článků a knih, zejména o česko-německých vztazích, problematice druhé světové války či českých politických dějinách v kontextu jihovýchodní Asie.

### Soukromý život
Je ženatý a má dvě děti. Mimo pobyt na diplomatické misi žije s manželkou Gabrielou Irinou, dcerou Alexandrou a synem Janem Adamem ve Všestarech, obci asi sedm kilometrů západně od Hradce Králové.

## Ocenění

### Česká vyznamenání
- Medaile Českého svazu bojovníků za svobodu (1998)[8]
- Pamětní medaile Svazu nuceně nasazených za rok 2004 (2005)
- Pamětní plaketa České rady pro oběti nacismu (červen 2006)

### Zahraniční vyznamenání
- Rumunsko:
  -  59. rytíř Kříže rumunského královského domu (2012)[9]
- Thajsko:
  -  Rytíř s velkokřížem Nejvznešenějšího Řádu bílého slona[8]
  -  Medaile za zásluhy Červeného kříže 2. stupně (2005)

## Dílo
- Kaiser, Daniel – Šitler, Jiří, Novodobé české dějiny v zrcadle Frankfurter Allgemeine Zeitung. In: Dějiny a současnost. Populární historická a vlastivědná revue. Praha : Nakladatelství Lidové noviny 18, č. 5, (1996,) s. 15-19.
- Hon, Jan – Šitler, Jiří. Trestněprávní důsledky událostí v období německé nacistické okupace Československa av době těsně po jejím skončení a jejich řešení. In: Studie o sudetoněmecké otázce / Praha : Ústav mezinárodních vztahů, 1996 s. 165-176.
- Šitler, Jiří. Cenzura v předlistopadovém Československu. In: Dějiny a současnost. Kulturně historická revue. Praha: Nakladatelství Lidové noviny, 20, č. 6, (1998,) s. 33-38.
- Šitler, Jiří, Království Sukhothai čili Andělé a ďábli v thajském sporu o rukopisy a nápisy (Kingdom of Sukhothai or Angels and Devils in the Thai Manuscripts and Inscriptions Controversy). In: Dějiny a současnost. Kulturně historická revue. 22, č. 4, (2000,) s. 20-25
- Miroslav Nožina, Jiří Šitler a kol., Siam Undiscovered. Česko-thajská setkání mezi 16. a 21. stoletím. Bangkok, 2004.
- Miroslav Nožina, Jiří Šitler a Karel Kučera, Královské pouto: Král Norodom Sihamoni a dějiny česko-kambodžských vztahů. Praha, Knižní klub, 2006.  ISBN 978-80-86938-75-2
- Šitler, Jiří, Československé reparační nároky a konfiskace německého majetku. In: Marek Loužek (ed.), Česko-německá deklarace. Deset let poté. Praha, 2007, nakladatelství CEP.
- Šitler, Jiří, Historie mezinárodních diskusí o odškodnění obětí nacismu z pohledu delegací zastupujících země střední a východní Evropy. In: Holocaust Era Assets: Conference Proceedings, Praha, 2009, vyd. Forum 2000, s. 291 – 295 a 1202 – 1209.